# Entertainment Monitoring Africa
Entertainment Monitoring Africa (Mediaguide South Africa) publicerar Sydafrikas nationella spellista. Man är medlem av Avusagruppen, under Entertainment Logistics Services (ELS). Mediaguide South Africa publicerar varje veckan en Top 10-spellista, vilken allmänheten kan följa online. En Top 100-lista är tillgänglig för användare på företagets webbplats. Mediaguide South Africa omfattar 48 radiostationer och 8 TV-stationer.